# اکتور اولیورا (بازیکن بیسبال)
اکتور اولیورا (اسپانیایی: Héctor Olivera‎؛ زادهٔ ۵ آوریل ۱۹۸۵) بازیکن بیس‌بال اهل کوبا است.
از باشگاه‌هایی که در آن بازی کرده‌است می‌توان به لس آنجلس داجرز اشاره کرد.